# 666 (Diabolos-Rising-Album)
666 ist das Debütalbum des multinationalen Projekts Diabolos Rising. Es wurde 1994 über Osmose Productions veröffentlicht.

## Titelliste
1. Genocide – I Am God – 04:38
2. Vinnum Sabbati – 05:44
3. Give Me Blood or Give Me Death – 05:15
4. Satanas Lead Us Through – 03:00
5. Sorcery – Scientia Maxima – 04:43
6. 666 – 06:06
7. Χ - Ξ - ΣΤ – 05:17

## Musikstil und Texte
Mika Luttinen von der finnischen Band Impaled Nazarene und Magus Wampyr Daoloth von Necromantia, die von Yannis Risidis und Divad unterstützt wurden, experimentieren mit Elementen aus dem Post-Industrial-, dem elektronischen und dem Black-Metal-Bereich. Es werden einerseits Klanglandschaften mit dem Synthesizer erzeugt und im Kontrast dazu aggressive Metal-Elemente eingesetzt.
Der erste Titel, Genocide – I Am God, ist aggressiver gehalten und als elektronische Version eines Lieds von Impaled Nazarene beschreibbar. Vinnum Sabbati wiederum ist ruhiger gehalten und wurde sowohl mit Dark Ambient als auch orientalischen Leads verglichen, die elektronischen Effekte bei Satanas Lead Us Through mit Front Line Assembly. Der Titel 666 besteht aus 06:06 Minuten Stille. Beim letzten Titel Χ - Ξ - ΣΤ wiederum werden Dance-Beats eingesetzt.
Die Liedtexte handeln von Magie, Anrufungen Satans und der Sicht eines sich mokierenden Gottes auf die Menschen.

## Kritiken
Im Rites of Eleusis wurde Satanas Lead Us Through hervorgehoben und ausdrücklich darauf hingewiesen, dass das als „techno-robotisch“ bezeichnete Album nicht jedem Hörer zusagen würde. Laut Minda, Herausgeberin des Wounded, dürfte das Album Black-Metal-Anhängern schockierend und originell erscheinen; allerdings sei 666 nur bedingt originell, da viele andere Bands bei der Vermischung elektronischer und dunkler Musik bessere Ergebnisse erzielten. Der Einsatz gewöhnlicher Beats zerstöre an einigen Stellen die Atmosphäre. Als Debüt des Projekts sei das Album jedoch gelungen, und Daoloth wisse mit dem Synthesizer umzugehen.